# Amil

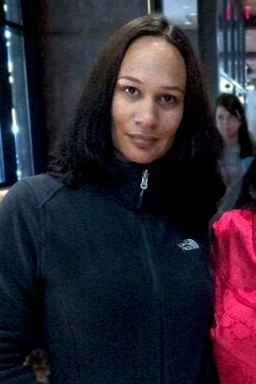
Amil, 2014

Amil (* 19. September 1978 in New York City; bürgerlich Amil Kahala Whitehead) ist eine US-amerikanische Rapperin. 

## Karriere
Amil wurde von dem Rapper Jay-Z entdeckt, der eine weibliche Stimme für sein 1998 kommendes Album Vol. 2... Hard Knock Life suchte. Zu diesem Zeitpunkt war Whitehead noch Mitglied der Gruppe Major Coinz. Jay-Z nahm mit ihr und Ja Rule den Song Can I Get A... auf, welcher auf dem Rush Hour Soundtrack erschien. Danach folgten weitere Kollaborationen mit Jay-Z, unter anderem Do It Again (Put Ya Hands Up) und Nigga What, Nigga Who (Orginator 1999). Beide wurden direkt als Single ausgekoppelt. Außerdem unterstützte sie Künstler wie Mariah Carey, Memphis Bleek, Jermaine Dupri, Funkmaster Flex und LL Cool J auf deren Alben. 2000 veröffentlichte Whitehead ihr Debütalbum All Money Is Legal und die dazugehörende Single I Got That mit Beyoncé. Das Album, welches sich auf Platz 45 in den USA platziert. Die zweite Single war 4 Da Fam (feat. Jay-Z, Memphis Bleek und Beanie Sigel).
Die Single Hey Papi, von ihr, Jay-Z und Memphis Bleek erschien im Jahr 2000 auf dem Soundtrack zum Film Familie Klumps und der verrückte Professor und erreichte Platz 76 der Billboard Hot 100.

## Diskografie

### Studioalben
| Jahr | Titel              | Höchstplatzierung, Gesamtwochen, AuszeichnungChartplatzierungen (Jahr, Titel, Platzierungen, Wochen, Auszeichnungen, Anmerkungen) | Höchstplatzierung, Gesamtwochen, AuszeichnungChartplatzierungen (Jahr, Titel, Platzierungen, Wochen, Auszeichnungen, Anmerkungen) | Höchstplatzierung, Gesamtwochen, AuszeichnungChartplatzierungen (Jahr, Titel, Platzierungen, Wochen, Auszeichnungen, Anmerkungen) | Höchstplatzierung, Gesamtwochen, AuszeichnungChartplatzierungen (Jahr, Titel, Platzierungen, Wochen, Auszeichnungen, Anmerkungen) | Höchstplatzierung, Gesamtwochen, AuszeichnungChartplatzierungen (Jahr, Titel, Platzierungen, Wochen, Auszeichnungen, Anmerkungen) | Anmerkungen                              |
| Jahr | Titel              | DE | AT | CH | UK | US | Anmerkungen                              |
| ---- | ------------------ | --- | --- | --- | --- | --- | ---------------------------------------- |
| 2000 | All Money Is Legal | — | — | — | — | US45 (6 Wo.)US | Erstveröffentlichung: 19. September 2000 |

Weitere Alben
- 2008: Amil Az Iz

### Singles als Gastmusikerin
| Jahr | Titel Album                                                       | Höchstplatzierung, Gesamtwochen, AuszeichnungChartplatzierungen (Jahr, Titel, Album, Platzierungen, Wochen, Auszeichnungen, Anmerkungen) | Höchstplatzierung, Gesamtwochen, AuszeichnungChartplatzierungen (Jahr, Titel, Album, Platzierungen, Wochen, Auszeichnungen, Anmerkungen) | Höchstplatzierung, Gesamtwochen, AuszeichnungChartplatzierungen (Jahr, Titel, Album, Platzierungen, Wochen, Auszeichnungen, Anmerkungen) | Höchstplatzierung, Gesamtwochen, AuszeichnungChartplatzierungen (Jahr, Titel, Album, Platzierungen, Wochen, Auszeichnungen, Anmerkungen) | Höchstplatzierung, Gesamtwochen, AuszeichnungChartplatzierungen (Jahr, Titel, Album, Platzierungen, Wochen, Auszeichnungen, Anmerkungen) | Anmerkungen                                                                   |
| Jahr | Titel Album                                                       | DE | AT | CH | UK | US | Anmerkungen                                                                   |
| ---- | ----------------------------------------------------------------- | --- | --- | --- | --- | --- | ----------------------------------------------------------------------------- |
| 1998 | Can I Get A... Vol. 2… Hard Knock Life                            | DE12 (15 Wo.)DE | — | CH26 (7 Wo.)CH | UK24 (4 Wo.)UK | US19 (37 Wo.)US | Erstveröffentlichung: 22. August 1998 (Jay-Z featuring Ja Rule & Amil)        |
| 1999 | Nigga What, Nigga Who (Originators ’99) Vol. 2… Hard Knock Life   | — | — | — | — | US84 (3 Wo.)US | Erstveröffentlichung: 1. März 1999 (Jay-Z featuring Big Jaz & Amil)           |
| 1999 | Do It Again (Put Ya Hands Up) Vol. 3… Life and Times of S. Carter | — | — | — | — | US65 (9 Wo.)US | Erstveröffentlichung: 14. Dezember 1999 (Jay-Z featuring Beanie Sigel & Amil) |
| 2000 | Hey Papi Nutty Professor II: The Klumps (O.S.T.)                  | — | — | — | — | US76 (15 Wo.)US | Erstveröffentlichung: 11. Juli 2000 (Jay-Z featuring Memphis Bleek & Amil)    |

Weitere Singles
- 2000: 4 da Fam (feat. Jay-Z, Beanie Sigel & Memphis Bleek)
- 2000: I Got That (feat. Beyoncé)
- 2000: That's Right/Get Down